# Idaea zernyi
Idaea zernyi là một loài bướm đêm trong họ Geometridae.